# Nightmare Creatures II
Nightmare Creatures II est un jeu vidéo de type beat'em all à composante horrifique, développé par Kalisto Entertainment et édité par Konami, sorti en 2000 sur PlayStation et Dreamcast. C'est la suite de Nightmare Creatures.

## Synopsis
Le protagoniste, armé d'une hache, combat les créatures du mal dans le but de sauver sa bien aimée.

## Système de jeu
Ce jeu est la 3eme personne.